# طناز طباطبائي
طناز طباطبائي (مواليد 10 مايو 1983) هي ممثلة إيرانية بدأت مسيرتها الفنية في السينما عام 2004 في فيلم رأيت والدك أمس يا ايدا.

## وصلات خارجية
- طناز طباطبائي على موقع IMDb (الإنجليزية)
- طناز طباطبائي على موقع قاعدة بيانات الفيلم (الإنجليزية)